# Dichochrysa formosana
Dichochrysa formosana là một loài côn trùng trong họ Chrysopidae thuộc bộ Neuroptera. Loài này được Matsumura miêu tả năm 1910.